# Oppo A55
Oppo A55 — смартфон, розроблений компанією OPPO, що входять у серію «А». Був представлений 1 жовтня 2021 року.
В загальному від попередника, Oppo A54, A55 відрізняється дизайном, процесором, основним моделем камери та новішою початковою версією операційної системи.
В Україні смартфон поступив у продаж 18 лютого 2022 року.

## Дизайн
Екран виконаний зі скла NEG T2X-1. Корпус виконаний з глянцевого пластику.
Смартфон захищений від бризок по стандарту IPX4.
Знизу знаходяться роз'єм USB-C, динамік, мікрофон та 3.5 мм аудіороз'єм. З лівого боку розміщені кнопки регулювання гучності та слот під 2 SIM-картки і карту пам'яті формату MicroSD до 256 ГБ. З правого боку розміщена кнопка блокування смартфону, в яку вбудовний сканер відбитків пальців.
Oppo A55 продавався в кольорах Зоряний чорний та Райдужний синій.

## Технічні характеристики

### Платформа
Смартфон отримав процесор MediaTek Helio G35 та графічний процесор PowerVR GE8320.

### Батарея
Батарея отримала об'єм 5000 мА·год та підтримку швидкої зарядк на 18 Вт.

### Камери
Смартфон отримав основну потрійну камеру 50 Мп, f/1.8 (ширококутний) + 2 Мп, f/2.4 (макро) + 2 Мп, f/2.4 (сенсор глибини) з фазовим автофокусом та здатністю запису відео в роздільній здатності 1080p@30fps. Фронтальна камераотримала роздільність 16 Мп, світлосилу f/2.0 (ширококутний) та можливість запису відео у роздільній здатності 1080p@30fps.

### Екран
Екран IPS LCD, 6.51", HD+ (1600 × 720) зі щільністю пікселів 270 ppi, співвідношенням сторін 20:9 та круглим вирізом під фронтальну камеру, що знаходиться зверху в лівому кутку.

### Пам'ять
Смартфон продавався в комплектаціях 4/64, 4/128 та 6/128 ГБ. В Україні смартфон продається у комплектації 4/64 ГБ.

### Програмне забезпечення
Смартфон був випущений на ColorOS 11.1 на базі Android 11 і був оновлений до ColorOS 13.1 на базі Android 13.